# دتانت

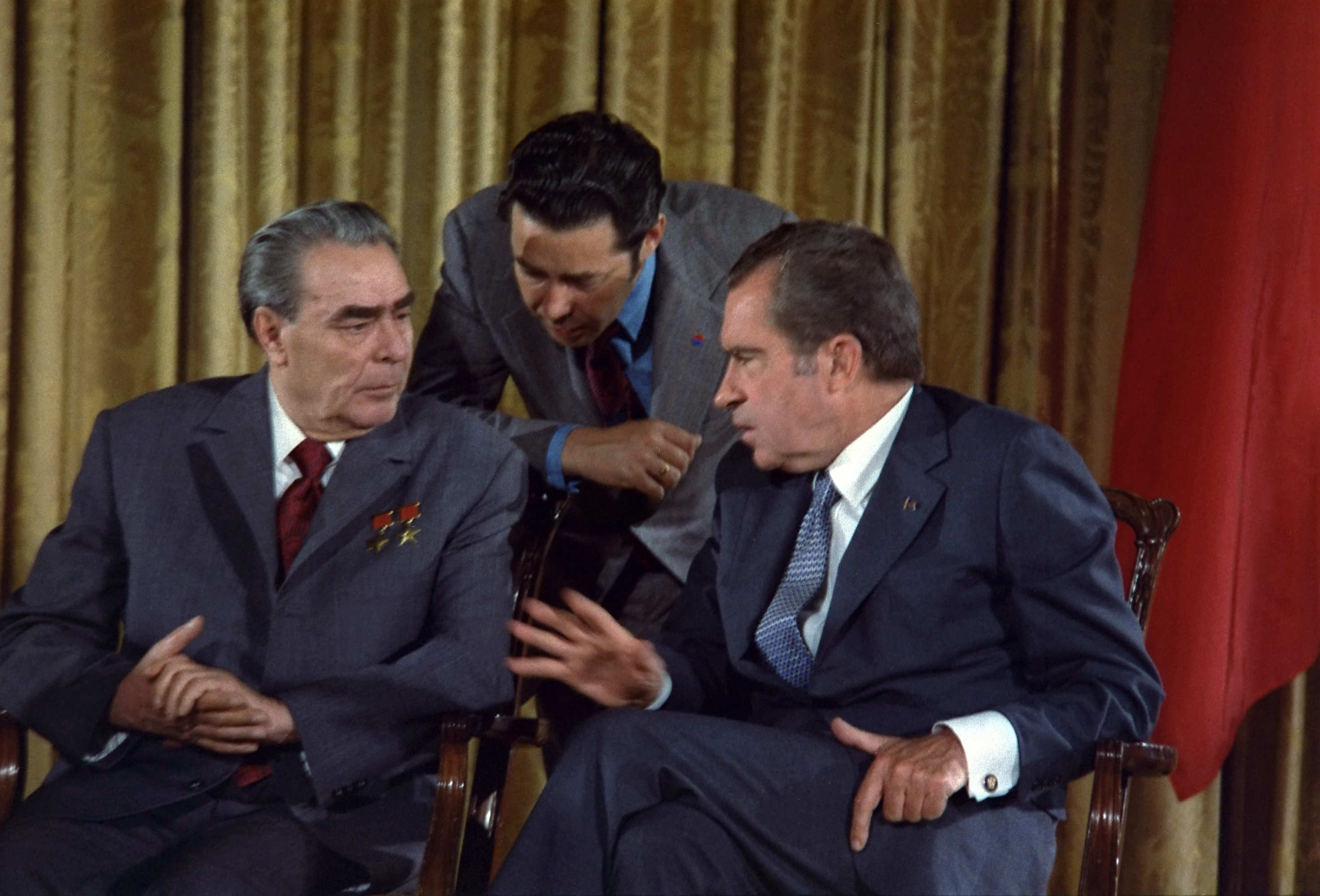
ریچارد نیکسون (راست) و لئونید برژنف (چپ) درحال گفتگو در سال ۱۹۷۳
این گفتگو نقطه عطفی در کاهش تنش بین آمریکا و شوروی بود.

دتانت (فرانسوی: Détente‎) اصطلاحی سیاسی به معنی کاهش فشار یا تشنج در روابط بین کشورهاست.
برای نمونه پیمان لوکارنو در سال ۱۹۲۵ یک دوره نسبی ثبات را در اروپا به‌وجود آورد.